# Sabina Bilińska

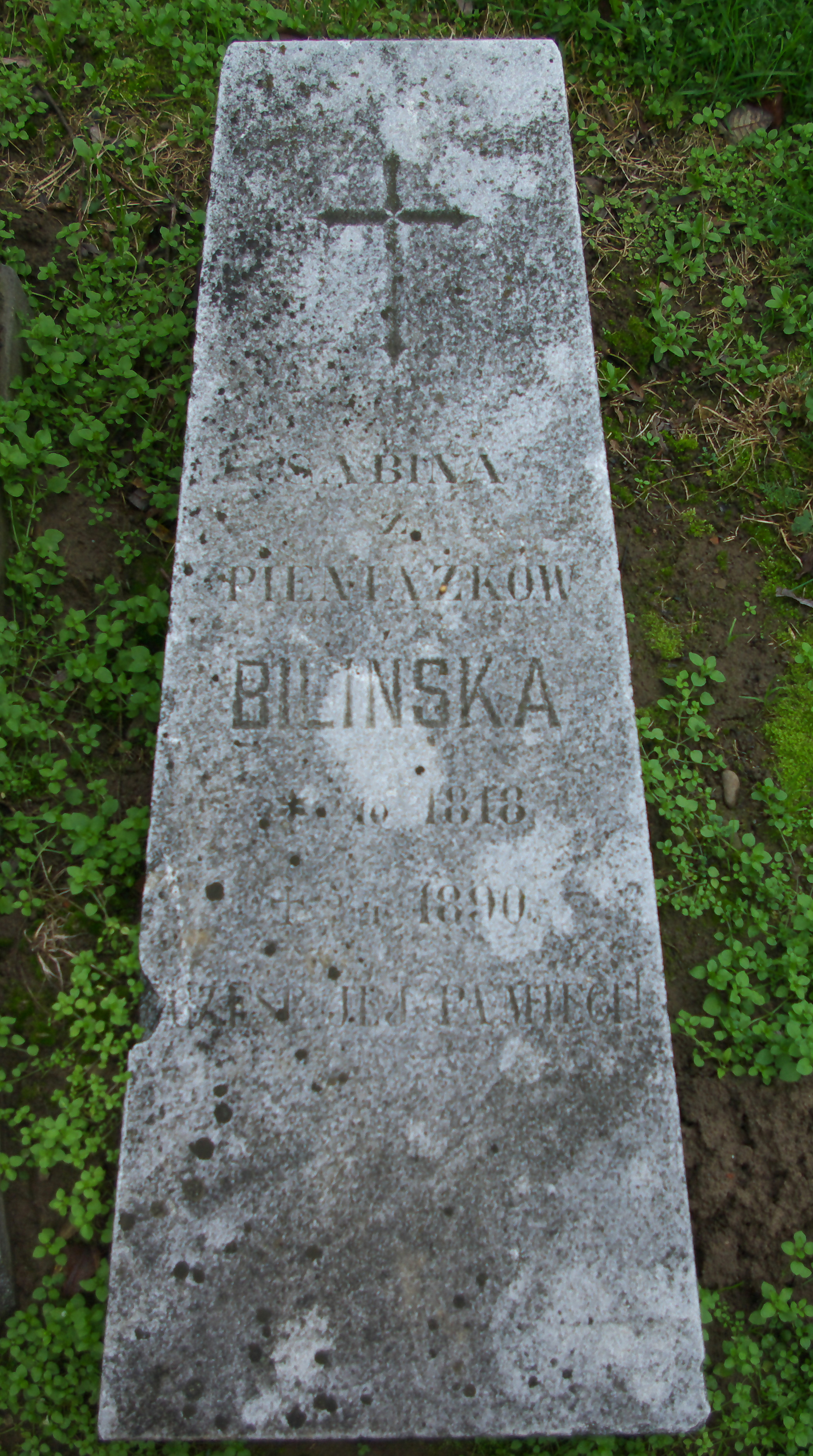
Tablica nagrobna Sabiny Bilińskiej

Sabina Bilińska z domu Pieniążek herbu Odrowąż (ur. 1818, zm. 5 kwietnia 1890 w Sanoku) – polska właścicielka ziemska.
Urodziła się w 1818 jako córka Jana Odrowąż Pieniążka i Marianny z domu Dunikowskiej z Łososiny Górnej.
Była zamężna z Ludwikiem Bilińskim, a ich dziećmi byli: Stanisław (żonaty z Aleksandrą z domu Like z Krakowa, ich córką była Zofia, w 1896 zamężna w Wacławem Szomkiem), Bolesław, Józef, Julia (po mężu Dulęba), Maria Magdalena (1848-1935, żona Jana Gawła), Edward, Sylwestra wzgl. Sylwia (od 1885 zamężna z adwokatem, Władysławem Chwalibogiem).
Bilińscy po ojcu Sabiny odziedziczyli majątek Młynne Wyżne z Wołową Górą, gdzie posiadali dwór. W połowie XIX formalnym właścicielem był Ludwik Biliński, po jego śmierci dekretem dziedzictwa z 17 lutego 1868 jego dzieci objęły w równych częściach majątek w Młynnem Wyżnem. Później właścicielką Młynnego z Wołową Górą była Sabina Bilińska.
Zmarła 5 kwietnia 1890 w Sanoku w wieku 72 lat. Została pochowana na tamtejszym cmentarzu. W późniejszych latach jej płyta nagrobna została przeniesiona na teren Muzeum Budownictwa Ludowego w Sanoku i umieszczona przy kościele św. Mikołaja z Bączala Dolnego.